# Elbart
Elbart ist ein Gemeindeteil des Marktes Freihung im Landkreis Amberg-Sulzbach in der Oberpfalz in Bayern.

## Geographie
Das Dorf Elbart ist mit Freihung zusammengewachsen und grenzt im Norden direkt an.
Elbart liegt entlang der Kreisstraße AS 18 in Richtung Massenricht.

## Geschichte
Der Ort wurde im Jahr 1416 erstmals in einem Schriftverkehr erwähnt. In einem Dokument, in dem die Zuständigkeitsgrenzen der hohen Gerichtsbarkeit in der heutigen Nordoberpfalz beschrieben werden, heißt es:

„Das Halsgericht zu Kaltenbrunn, das geht an (...) von dann die Ödenried hinein an Elbarter Unterrmark (...)“

Am 1. März 1437 wurde Elbart zusammen mit dem Lobenhof bei Sulzbach-Rosenberg aus dem Besitz von Albrecht von Freudenberg und dessen Söhnen Rupprecht und Ulrich an den Rat der Stadt Weiden zur Stiftung einer Messe und Predigt in der Pfarrkirche St. Michael verkauft. Der Bürgermeister und der Rat von Weiden nahmen daraufhin in Elbart die niedere Gerichtsbarkeit wahr.
Durch das Erste bayerische Gemeindeedikt wurde Elbart im Jahre 1808 dem Steuerdistrikt Seugast zugeordnet.
Am 1. Januar 1972 wurde Elbart als Teil der Gemeinde Seugast zusammen mit Teilen der Gemeinde Großschönbrunn sowie der Gemeinde Thansüß nach Freihung eingegliedert.

## Einwohnerentwicklung
Heute leben in Elbart 185 Personen in 83 Häusern.

## Religionen
Bis 1913 war Elbart der Pfarrgemeinde Ehenfeld zugeordnet.

## Kulturscheune
Die Kulturscheune ist eine über 100 Jahre alte Scheune im Ortskern von Elbart, die von Anna und Günter Preuß erworben und renoviert wurde. Sie ist mit Gastronomie, Bühne und Multifunktionsraum, Atelier und Bibliothek mit Leseecke ausgestattet. Die Bauherren wurden für die Renovierung der Scheune mit dem Staatspreis 2011 für Dorferneuerung und Baukultur ausgezeichnet.

## Vereine
- Radfahrerverein Eintracht Elbart e. V. (gegr. 1928)

## Söhne und Töchter des Ortes
Hermann Braun (1916–1995), Mediziner und stellvertretender Bundesvorsitzender des Hartmannbundes